# Czerwony Bór (stacja kolejowa)
Czerwony Bór – nieczynny przystanek osobowy, a do roku 2000 stacja kolejowa we wsi Czerwony Bór, w województwie podlaskim, w Polsce.
Była to stacja węzłowa na której ruch prowadzono przy pomocy sygnalizacji kształtowej z urządzeniami scentralizowanymi. Posiadała trzy posterunki ruchu: nastawnię dysponującą "CB" znajdującą się w budynku dworca oraz dwie nastawnie wykonawcze "CB1" i "CB2", która obsługiwała rogatki na przejeździe kolejowo-drogowym w ciągu drogi krajowej nr 63. Z racji bliskiego sąsiedztwa 2 Pułk Zabezpieczenia Nadwiślańskich Jednostek Wojskowych (JW 3466) na stacji istniała również rampa czołowo-boczna służąca do załadunku pojazdów wojskowych. Po zamknięciu w roku 2000 ruchu pasażerskiego na linii kolejowej nr 36 jeszcze przez kilka lat prowadzony był sporadyczny ruch towarowy. Sukcesywnie rozbierano zbędną infrastrukturę, m.in. linię kolejową nr 50 na całej długości, urządzenia sterowania ruchem kolejowym, budynki.

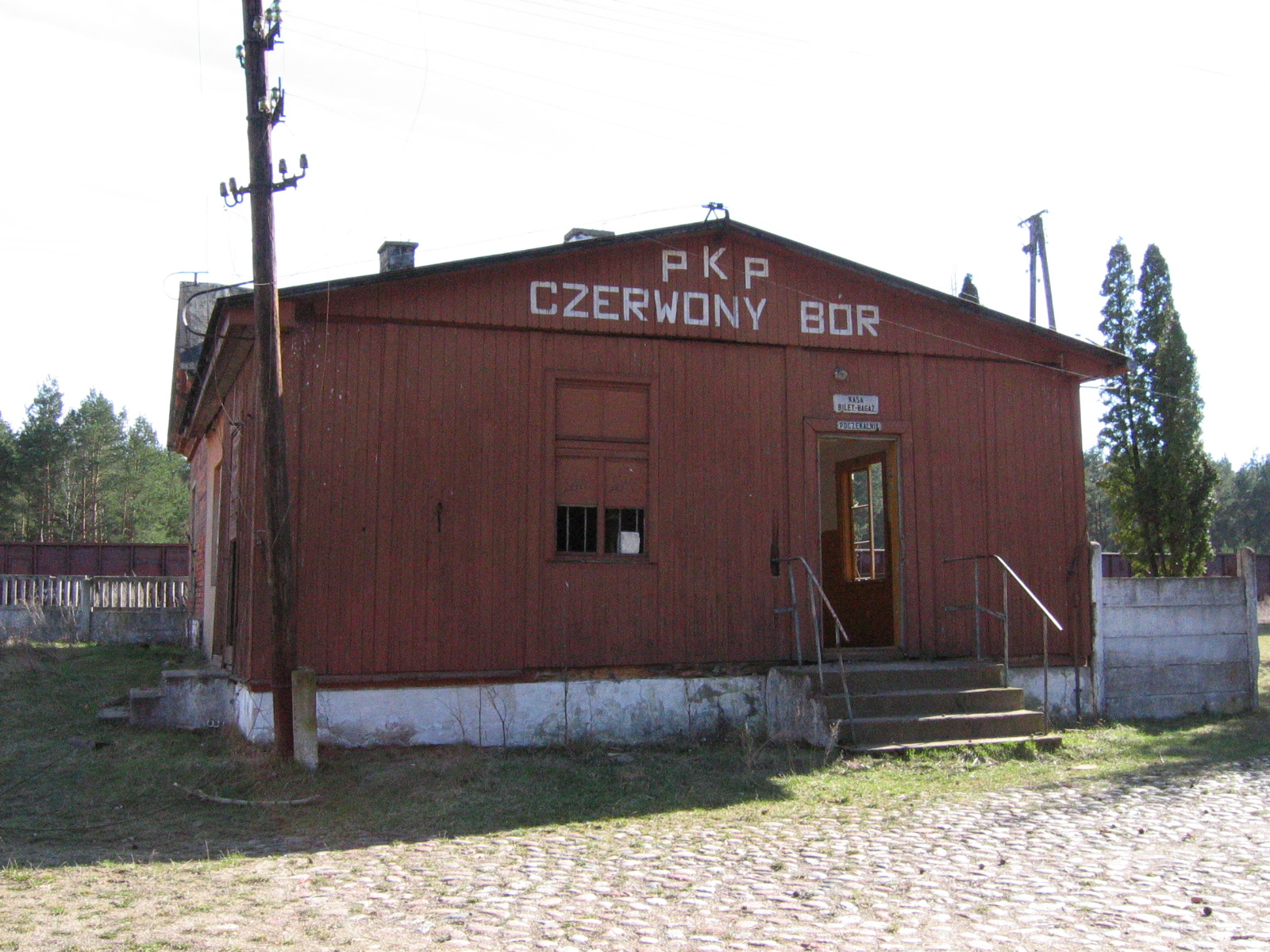
Powojenny dworzec

Pierwotny budynek dworca został zaadaptowany na cele mieszkalne. Natomiast powojenny dworzec został rozebrany. Po stronie południowej stacji znajduje się wieża ciśnień. 
W marcu 2017 roku na linii kolejowej nr 36 rozpoczęto prace remontowe które swoim zakresem objęły również ten punkt eksploatacyjny. Rozebrano tory główne dodatkowe, boczne, na przejeździe kolejowo-drogowym zabudowano nowe urządzenia oraz wymieniono nawierzchnię. Przystanek znalazł się na liście podstawowej obiektów przewidzianych do przebudowy w ramach Rządowego Programu budowy lub modernizacji przystanków kolejowych na lata 2021-2025.